# رونالد لانجفان
رونالد لانجفان هو عالم نفس كندي، ولد في 28 سبتمبر 1940.

## وصلات خارجية
- رونالد لانجفان على موقع IMDb (الإنجليزية)